# Élève officier en formation initiale en Allemagne

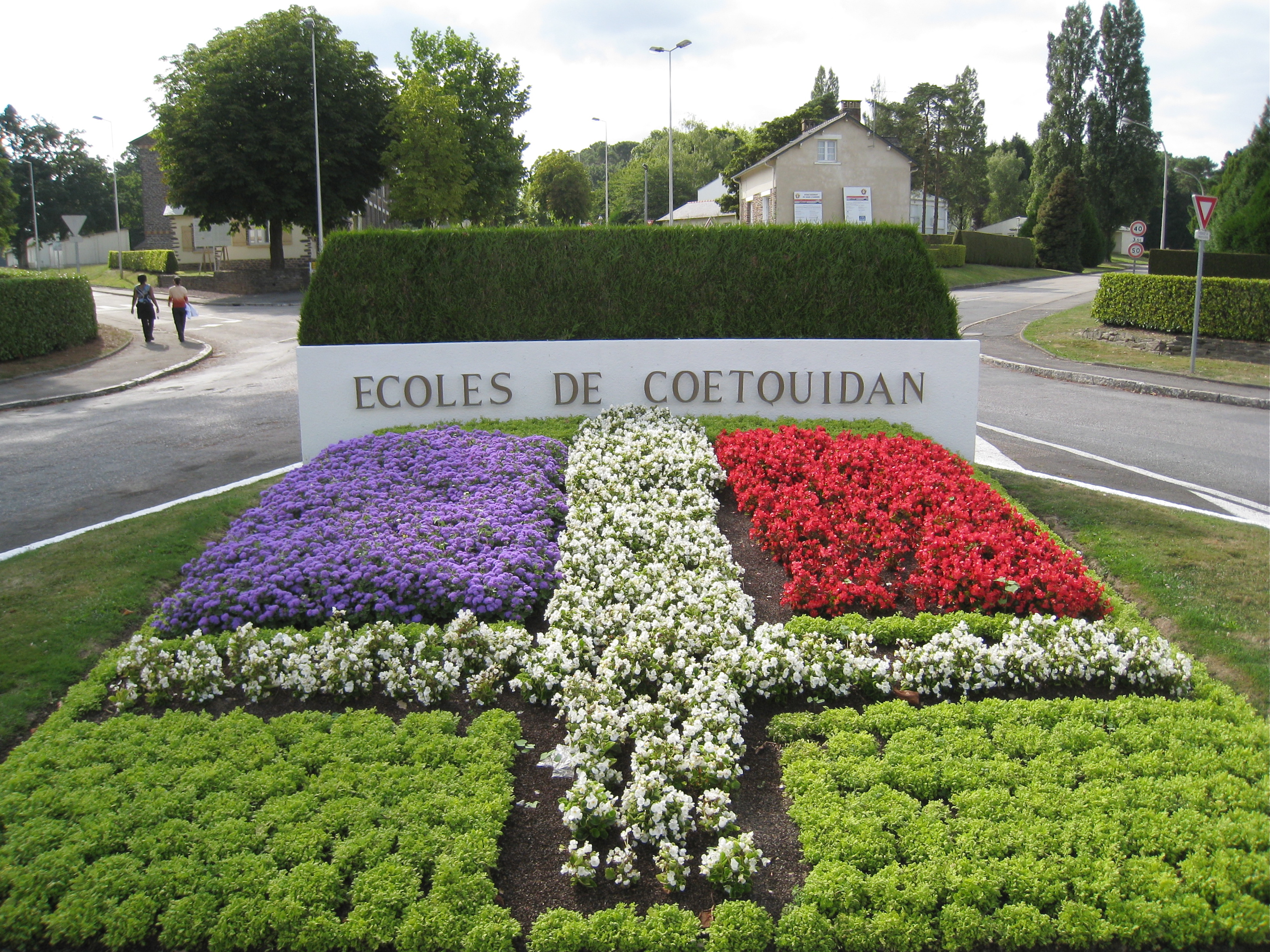
Camp de Coëtquidan.

Élève Officier en formation initiale en Allemagne (EOFIA) est le nom d’un programme d’échange entre l'armée de terre française et le Heer allemand. Chaque année depuis 2012, en principe, l'École spéciale militaire de Saint Cyr envoie trois à cinq élèves officiers en Allemagne, spécialement recrutés pour cet échange, tandis que l'Allemagne envoie trois Offizieranwärter en France,.

## Sélection
Toute personne agée entre 17 et 19 ans au 1er janvier de l’année de candidature et titulaire ou préparant un baccalauréat d'une série générale, peut se présenter au concours EOFIA.
Le candidat doit retirer un dossier d’inscription en décembre ou le télécharger et le renvoyer avant mars à la D.R.H.A.T. (direction des ressources humaines de l'armée de terre). Ce dossier comprend diverses informations à signaler, les bulletins de notes des deux dernières années, et une lettre de motivation. Après pré-sélection des dossiers et le passage en centre de sélection et d'orientation (CSO), il est convoqué à l'École spéciale militaire de Saint-Cyr pour les épreuves du concours à proprement parler.
Les épreuves sont les suivantes :
- épreuve d'allemand écrite (coef. 2)
- épreuve d'allemand orale (coef. 2)
- épreuve d'anglais écrite (coef 1)
- épreuve de sport (coef. 2)
- grand oral devant le jury (coef. 5)

## Illustrations

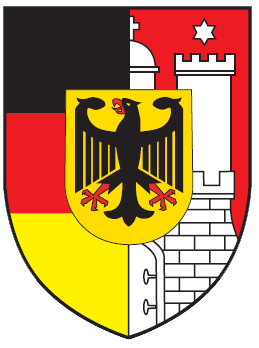
Helmut-Schmidt-Universität Hamburg
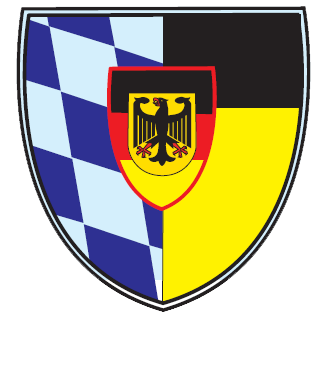
Universität der Bundeswehr München
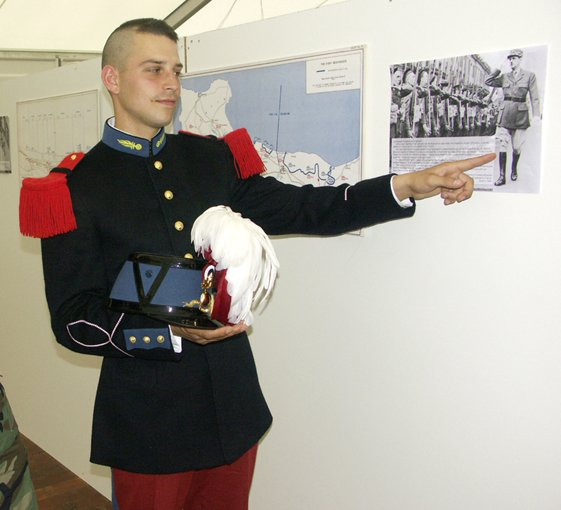
Grand uniforme.
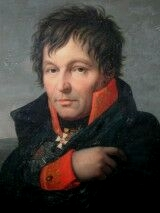
Gerhard von Scharnhorst.

## Formation

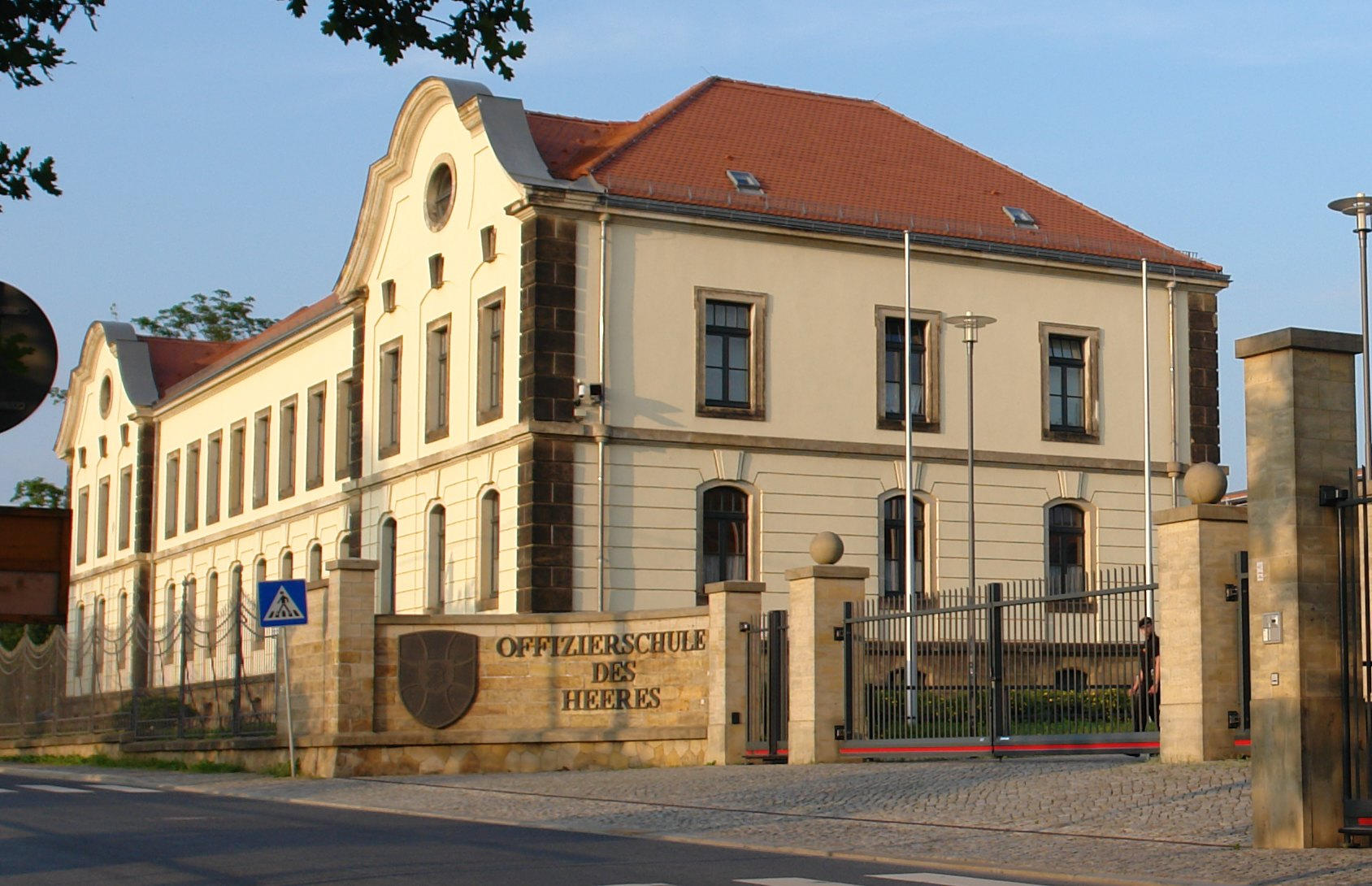
Offizierschule des Heeres (École des Officiers de Dresde)

Elle débute fin août par quatre mois de formation de base du soldat au sein du 3e Bataillon de l'école spéciale militaire de Saint Cyr. Le but pour l´élève officier est d'acquérir les fondamentaux : soin de l´uniforme, connaissances générales sur l´institution, tactique, commandement, etc.
En décembre, les EOFIA qui ne possèdent pas encore le permis de conduire civil sont envoyés en CIEC pour passer le brevet de conduite militaire, les autres sont envoyés en stage ou reçoivent une formation complémentaire aux écoles.
De janvier à mai les EOFIA stationnent à Strasbourg au Centre de formation interarmées au renseignement pour suivre une formation linguistique en allemand et en anglais. Le but de cette formation est d'arriver suffisamment armé sur le plan linguistique (examens rédhibitoires civils permettant l'équivalence CML 2) mais aussi en connaissances militaires générales (la Bundeswehr, l'OTAN, les armées européennes, etc.).
Dans le cadre d'une évolution de la formation, depuis l'année 2017-2018, les EOFIA restent aux écoles de Coëtquidan de janvier à mai, ce qui leur permet d'être davantage intégrés à leur promotion et de poursuivre des activités militaires avec leurs camarades. Le programme comporte 6 heures d'anglais par jour pendant 2 semaines, puis 6 heures d'allemand par jour pendant 3 semaines. Ils pratiquent en outre 4 à 8 heures de sport par semaine.
Les EOFIA suivent ensuite une formation militaire d’officier d’une durée de quinze mois au sein de la Bundeswehr en Allemagne :
- six mois de formation au Bataillon des Élèves Officier de Munster (OA-Bataillon Munster), en repartant de zéro dans une formation initiale, mais version allemande,
- six mois à l'école des Officiers de Dresde (Offizierschule des Heeres OSH) où la formation s´axe davantage sur la théorie: tactique, histoire militaire, éducation politique et morale ou encore du droit militaire,
- trois mois pouvant prendre différentes formes suivant la filière universitaire choisie : stage en corps de troupe en Allemagne, stage linguistique en anglais à Idar-Oberstein ou stage académique à l'école technique de Aix la Chapelle pour les scientifiques.

La période la plus longue est la formation universitaire de quatre ans sanctionnée par un master européen à l'université de la Bundeswehr à Hambourg.
Après obtention du Master, les EOFIA retournent en France pour suivre la formation en École d´application, suivant l´arme qu´ils auront choisie l'année précédente.